# Svoboda nad Úpou
Svoboda nad Úpou är en stad i Tjeckien.   Den ligger i distriktet Okres Trutnov och regionen Hradec Králové, i den nordöstra delen av landet, 110 km nordost om huvudstaden Prag. Svoboda nad Úpou ligger 518 meter över havet och antalet invånare är 2 216.
Terrängen runt Svoboda nad Úpou är kuperad norrut, men söderut är den platt.Runt Svoboda nad Úpou är det ganska tätbefolkat, med 155 invånare per kvadratkilometer. Närmaste större samhälle är Trutnov, 9,9 km sydost om Svoboda nad Úpou. I omgivningarna runt Svoboda nad Úpou växer i huvudsak blandskog.